# 盧奇亞諾·奧奎拉
盧奇亞諾·奧奎拉（義大利語：Luciano Orquera；1981年10月12日—）是一位意大利橄欖球運動員。他是意大利國家橄欖球隊的一員，代表意大利參加了2015年橄欖球六國賽。